# パイレーツ・オブ・カリビアン/ワールド・エンド
『パイレーツ・オブ・カリビアン/ワールド・エンド』 (Pirates of the Caribbean: At World's End) は、2007年のアメリカ映画。『パイレーツ・オブ・カリビアン』シリーズ第3作。「At World's End」は「世界の果てにて」の意。

## 概要

### 製作
2003年公開の『パイレーツ・オブ・カリビアン/呪われた海賊たち』のヒットを受けて制作された続編2本のうち、後編となる。この2本は同時に撮影されたが、前編にあたる2作目の『パイレーツ・オブ・カリビアン/デッドマンズ・チェスト』公開後にも追加撮影が行われた。

### 公開
2007年5月19日にアトラクション「カリブの海賊」があるアメリカのディズニーランドにてプレミア上映後、5月23日から5月25日にかけて全世界同時公開された。興行ランキングは3週連続TOP1。興行収入も公開から17日で60億を突破した。これは製作したディズニー、配給元のブエナビスタジャパンの記録においてTOP1であり、史上最速である。なお、2位は『デッドマンズ・チェスト』の22日。
日本では5月25日に公開され、公開から3日間の興行収入は日本記録を塗り替えて19億4000万あまり、観客動員148万人を動員した。また、スクリーンも史上最多の全国885スクリーンで公開された。なお、日本では従来土曜日の公開が多いが、本作は金曜日に公開された。しかし、初日に続いて土曜日も多くの観客が詰めかけ、劇場では午前中でチケットが売り切れるという盛況ぶりだった。また、5月27日にテレビ朝日系が放送したシリーズ1作目の『パイレーツ・オブ・カリビアン/呪われた海賊たち』は、視聴率が26.5%となり、日曜洋画劇場で12年ぶりに25%を超える視聴率を記録した。

### キャスティング
新たなキャストとしてチョウ・ユンファが選ばれし9人の「伝説の海賊」の1人である中国人海賊の長、サオ・フェン（実際に清朝に実在した海賊・張保仔がモデルと言われる）として出演する。
ローリング・ストーンズのキース・リチャーズがジャックの父であるマダガスカルの海賊キャプテン・ティーグとして出演したが、当初は「ミッキーを作った会社の映画なんて出るもんか」という態度だったところをジョニー・デップに熱望され、出演が決まった。この時、デップは「私のギャラを削ってでもキースと共演したい」と言っていたという。他のメンバーも終盤には一緒にキースの海賊仲間としてカメオ出演する予定だったが、台本の都合で出演できなかった。

### 続編
『パイレーツ・オブ・カリビアン』シリーズは本作をもって終了する3部作構成の予定であったが、ジョニー・デップの嘆願もあり、『パイレーツ・オブ・カリビアン/生命の泉』が製作された。ただし、ウィル・ターナー（オーランド・ブルーム）やエリザベス・スワン（キーラ・ナイトレイ）は出演しない。

## あらすじ
治安維持を名目としてポート・ロイヤルでは戒厳令が敷かれ、海賊と海賊に関わった者は絞首刑に処す、という布告が出されていた。捕えられた人々が次々と処刑される中、処刑台の少年は海賊長達による評議会開催を知らせる「招集の歌」を歌った。
その頃、ブラックパール号もろともクラーケンに飲み込まれた船長ジャック・スパロウは、デイヴィ・ジョーンズの墓場（デイヴィ・ジョーンズ・ロッカー）に送られ、大量のジャック・スパロウの幻覚に囲まれて錯乱の日々を送っていた。
ティア・ダルマと「女神カリプソの解放」を契約して復活したヘクター・バルボッサ率いる、エリザベス、ウィル・ターナーらの一行は、選ばれし9人の「伝説の海賊長」の1人サオ・フェンから「世界の果てへの地図」を入手し、ジャックを救出すべくシンガポールの港を出港した。一行は、極寒と戦い、最後には船を失いながらも世界の果てにあるデイヴィ・ジョーンズ・ロッカーに漂着した。一行はティア・ダルマの助けでブラックパールに乗って現れたジャックと再会し、デイヴィ・ジョーンズ・ロッカーから帰還する方法を解き明かし、何とか元の世界へと帰還するものの、サオ・フェンの裏切りで離散してしまう。
元の世界では、ジェームズ・ノリントンがカトラー・ベケットの部下として、フライング・ダッチマン号の指揮をとっていた。そして心臓を掌握されているデイヴィ・ジョーンズもベケットの駒と化していた。クラーケンは見せしめに殺され、海賊も途絶えていく中で、世界は制海権を制したベケットを中心に動き始めていた。ベケットは「通商の妨げになる海賊の撲滅」を目的に、ジョーンズ率いる英国海軍を評議会を目指し出航させる。
評議会を目指す一行は、それぞれの思惑を胸に秘めていた。バルボッサは「カリプソを解き放つ」、ジャックは「ジョーンズの心臓を突き刺し永遠の命を手に入れる」、ウィルは「ジョーンズの手下となった父親ビル・ターナーを救う」こと。ベケットの手に渡った「デイヴィ・ジョーンズの心臓」は、その心臓を突き刺した者が永遠の命を手に入れることができる。その代償としてカリプソの呪縛でフライング・ダッチマンの船長となり、海の死者をあの世へ送る役目を永遠に負う。さらに陸に上がれるのは10年に一度だけで、役目を怠ればジョーンズのような化け物になってしまうというものだった。
ベケットの命を受けて追ってきたフライング・ダッチマン号の砲撃によってサオ・フェンが命を落とすと、同船していたエリザベスがフェンの遺言に従い海賊長を受け継ぐ。一度はフライング・ダッチマン号に他の乗組員共々囚われるも、ノリントンが命と引き換えにベケットを裏切って、エリザベスらの逃亡を手助けする。エリザベスは「海賊の自由と、父を殺したベケットへの復讐」を胸に誓う。
海賊の拠点である難破船島では、ベケットに対抗する為に9人の海賊長達が評議会を開いていた。バルボッサは「カリプソの解放」を、エリザベスは「ベケットとの決戦」を主張するも意見はまとまらず、最終的にはジャックが「カリプソを解放して味方につけ、ベケットと決戦後に逃走」と意見をまとめた。そこにジャックの父親であるキャプテン・ティーグが「海賊の掟」を手に姿を現す。海賊の掟には「パーレイ」など海賊の法の全てが記されており、掟に基づき「海賊王」を決める投票が行われた。しかしかつての投票では海賊長がみな自分に投票するため、海賊長が決まったことはなかった。今回も海賊長たちは自分に票を投じたが、ジャックだけはエリザベスに投票し、海賊王はエリザベスに決まりベケットとの決戦に挑むことになった。
決戦の日、霧の中からベケット率いる大船団が現れた。それを見たジャックは「パーレイ」を口にしベケットと交渉するためフライング・ダッチマン号に潜入するが、相手にされず牢屋に囚われてしまう。バルボッサは予定通りカリプソ解放の儀式を行うが、その時カリプソことティア・ダルマは、ウィルからカリプソの封印方法を人間に教えたのがジョーンズである事実を告げられる。すると怒ったカリプソは、小さな蟹に分裂して海に帰ってしまう。カリプソの加護を受けられず、ベケットの大船団を前に落胆する海賊達を、エリザベスが炊きつけて戦意をとり戻す。
カリプソの仕業で海が大渦を巻く中、ブラックパール号とフライング・ダッチマン号の決戦となる。ノリントンに代わってフライング・ダッチマン号の船長になっていたイアン・マーサーは戦闘のどさくさに紛れてジョーンズに殺され、ジョーンズは船を取り戻した。ジャックは牢を抜け出し、ジョーンズの心臓が入った箱を奪い甲板に上がるも、ジョーンズと遭遇し一騎打ちとなる。ジャックはジョーンズに箱を一旦奪われるも、空中から放った銃弾により再び取り返した。エリザベスはウィルから突然の求婚を受け、バルボッサ立会いのもと戦闘中の船上で結婚の儀を行い、夫婦となった。
エリザベスとウィルはジョーンズとの戦いで窮地に陥るも、駆けつけたジャックが折れた剣を、手元のジョーンズの心臓にかざしてジョーンズを脅すが、ジョーンズはウィルを突き刺す。ウィルが刺された所を見た父のビル・ターナーがジョーンズに襲い掛かった時、ジョーンズの心臓を折れた剣が突き刺す。剣を握っていたのは、ジャックに手助けされた瀕死のウィルであった。ジョーンズは大渦に落ちて行き、沈み行くフライング・ダッチマン号にウィルを残し、ジャックとエリザベスは脱出する。
フライング・ダッチマン号を呑みこむと嵐と大渦は治まるが、ベケットがエンデヴァー号を筆頭に艦隊を進撃させる。ベケットは弱ったブラックパール号を沈めて、海賊達を一気に壊滅に追い込もうとするが、その時フライング・ダッチマン号が海中から現れる。ジョーンズの心臓を刺したウィルは、ジョーンズの代わりに心臓を取り出されてフライング・ダッチマン号の船長となっていた。ブラックパール号とフライング・ダッチマン号がエンデヴァー号を挟むと、ジャックの号令を皮切りに両号の砲弾がエンデヴァー号を粉々にした。放心したベケットは爆風と共に海中に叩きつけられ、エンデヴァー号は木っ端微塵となる。残った艦隊も散り散りに逃げていきジャック達は勝利する。
その後、ウィルとエリザベスは近場の島に上陸し、2人だけの1日を過ごす。2人は服を脱いで生まれたままの姿になり、セックスをして思うままにお互いを求め合う。そして夕方、ウィルはエリザベスに自分の心臓の入った箱を渡し、役割を果たすべく、新たに舵取り係となった父・ビルと共にフライング・ダッチマン号で海へと旅立つ。トルトゥーガ島の港では、ジャックが2人の女を伴い桟橋を歩いていた。桟橋の先で待っていたのは小船と、遠くへと去りゆくブラックパール号、そして泥酔したギブスの姿だった。奪ったブラックパール号で海上に逃れたバルボッサは、部下達に不死身になれる「生命の水」のありかを示すサオ・フェンの海図を広げるが、地図の中心部分はくり貫かれていた。ジャックは自分の海賊旗を掲げた小船の上で、くり貫いた海図を広げ生命の水を探しに出航する。
10年後、エリザベスはヘンリー・ターナーと供に水平線を見つめていた。日没とともに水平線に緑色の光が走ると、ウィルが乗るフライング・ダッチマン号が現れる。（了）

## キャスト
※括弧内は日本語吹き替え
- ジャック・スパロウ - ジョニー・デップ（平田広明）
- ウィル・ターナー - オーランド・ブルーム（平川大輔）
- エリザベス・スワン - キーラ・ナイトレイ（弓場沙織）
- ヘクター・バルボッサ - ジェフリー・ラッシュ（壤晴彦）
- サオ・フェン - チョウ・ユンファ（磯部勉）
- デイヴィ・ジョーンズ - ビル・ナイ（大塚芳忠）
- ジェームズ・ノリントン - ジャック・ダヴェンポート（森田順平）
- ビル・ターナー - ステラン・スカルスガルド（柴田秀勝）
- カトラー・ベケット - トム・ホランダー（横島亘）
- ウェザビー・スワン - ジョナサン・プライス（村松康雄）
- ティア・ダルマ - ナオミ・ハリス（高乃麗）
- ジョシャミー・ギブス - ケヴィン・マクナリー（青森伸）
- ピンテル - リー・アレンバーグ（佐々木梅治）
- ラゲッティ - マッケンジー・クルック（高宮俊介）
- コットン - デヴィッド・ベイリー（英語版）
- マーティ - マーティン・クレッバ（うすいたかやす）
- マーサー - デヴィッド・スコフィールド（佐藤祐四）
- タイ・フアン - レジー・リー
- マートッグ - ジャイルズ・ニュー（石井隆夫）
- ムルロイ - アンガス・バーネット（石住昭彦）
- ウィルJr. - ドミニク・スコット・ケイ（大久保祥太郎）
- ティーグ・スパロウ - キース・リチャーズ（小林清志）

## 評価

### 興行成績
制作費は前作デッドマンズ・チェストを上回る3億ドルとなったが、興行成績は10億ドルを突破した前作には届かず、全世界で約9億6,000万ドルとなった。しかし、同年公開の映画の興行成績ランキングでは、『ハリー・ポッターと不死鳥の騎士団』の約9億4,000万ドルを抑え前作同様1位となった。

### 批評
興行成績では世界1位となったが、前作よりさらに批評家の反応は下がった。
映画批評サイトのRotten Tomatoesは、220件のレビューに基づいて45%の支持率を示し、批評家の総意を「本作はスリリングなアクションシーンを提供しているが、あまりにも多くのキャラクターと、あまりにも多くの理解不能なプロットスレッドを混在させた」としている。また、Metacriticには36件のレビューがあり、加重平均値は50/100となっている。

### 受賞
アカデミー賞には製作部門が幾つかノミネートされたが、受賞にはいたらなかった。
MTVムービー・アワードでは、前作と同様に本作も最優秀作品賞に選ばれ、ジョニー・デップが最優秀演技賞を受賞した。
インターネットのファン投票で選考するピープルズ・チョイス・アワードでも、前作に続いて本作が映画賞に選ばれ、デップが男優賞に選ばれた。
ティーンのファン投票で選ばれるティーン・チョイス・アワードでも、前作同様に本作が人気を博し、アクション・アドベンチャー部門で映画賞を受賞、同部門でデップが男優賞、キーラ・ナイトレイが女優賞に選ばれた。また、ディヴィ・ジョーンズ役のビル・ナイが「お気に入りの悪役」に選ばれた。

## その他
- 本作、『デジャヴ』、『ナショナル・トレジャー リンカーン暗殺者の日記』のブラッカイマー製作3作品の日本公開応援プロジェクト・総合プロデューサーをタレント・新庄剛志が務めた[14]。
- ジャックが幻覚を見ているシーンで、大皿に1粒だけ豆を盛ってフォークとナイフで食べようとするシーンがあるが、ディズニーのアニメ『ミッキーのジャックと豆の木』にも同様のシーンがある。これが偶然なのかパロディなのかは不明。
- 世界の果ての滝から落ちた後に入る声（海賊とジョーンズの声）は、ディズニーランドのアトラクション「カリブの海賊」で使用されているものである。同アトラクションには、急降下する部分があり、映画のシーンはアトラクションを踏襲している。

## ゲーム
en:Pirates of the Caribbean: At World's End (video game)
Eurocom Developmentsによる開発のアクションアドベンチャーゲーム。ディズニー・インタラクティブ・スタジオより、2007年6月7日にWii版とニンテンドーDS版が発売され、同年12月6日にPlayStation 2版とPlayStation 3版が発売された。日本国外では、Xbox 360版やPlayStation Portable版やMicrosoft Windows版もある。

## テレビ放映
| 回数 | テレビ局   | 番組名（放送枠名） | 放送日        | 放送時間      | 放送分数 | 放送作品 | 視聴率 |
| ---- | ---------- | ------------------ | ------------- | ------------- | -------- | -------- | ------ |
| １   | テレビ朝日 | 日曜洋画劇場       | 2010年4月4日  | 21:00 - 22:54 | 114分    | 救出篇   | 15.5%  |
| １   | テレビ朝日 | 日曜洋画劇場       | 2010年4月11日 | 21:00 - 22:54 | 114分    | 逆襲篇   | 16.5%  |
| ２   | テレビ朝日 | 日曜洋画劇場       | 2011年5月29日 | 21:00 - 22:54 | 114分    | 救出篇   | 14.9%  |
| ２   | テレビ朝日 | 日曜洋画劇場       | 2011年6月5日  | 21:00 - 22:54 | 114分    | 逆襲篇   | 12.4%  |
| ３   | フジテレビ | 土曜プレミアム     | 2013年7月20日 | 21:00 - 23:40 | 160分    | 全編     | 12.4%  |
| ４   | テレビ朝日 | 日曜洋画劇場       | 2015年8月2日  | 21:00 - 23:29 | 149分    | 全編     | 9.7%   |
| ５   | フジテレビ | 土曜プレミアム     | 2017年7月1日  | 21:00 - 23:40 | 160分    | 全編     | 9.8%   |
| ６   | 日本テレビ | 金曜ロードショー   | 2023年2月3日  | 21:00 - 23:39 | 159分    | 全編     | 8.2%   |

- 視聴率はビデオリサーチ調べ、関東地区・世帯・リアルタイム。